# Nehézsúlyú profi ökölvívók listája
Nehézsúlyú (200 font / 90,7kg feletti) profi ökölvívók listája 
A négy jelentős világszervezet és a Ring magazin  bajnokai 

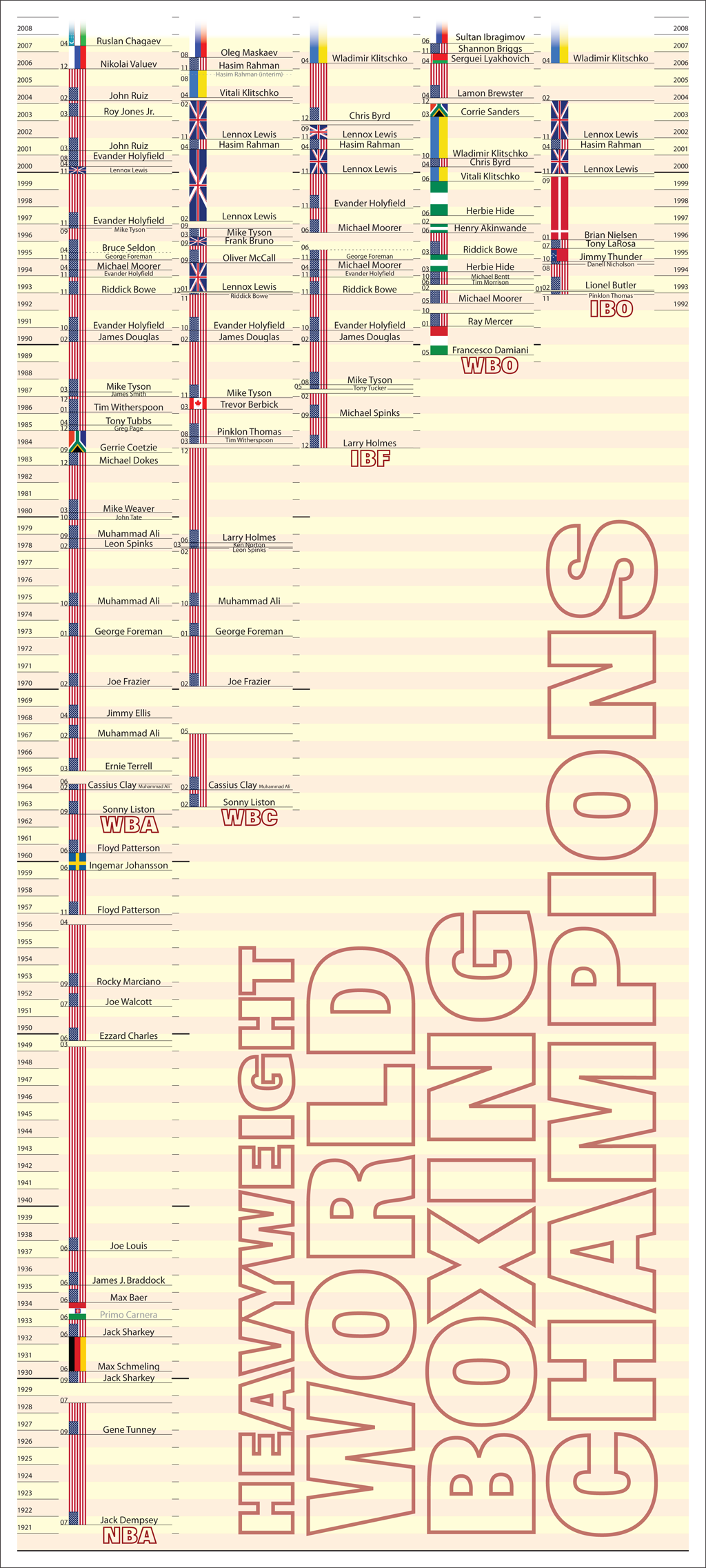
Az NBA/WBA, WBC, IBF, WBO és az IBO nehézsúlyú bajnokai a kezdetektől 2007 végéig

| WBA                     | WBC                          | IBF                            | WBO                            | The Ring magazin               |
| David Haye 23-1 (21 KO) | Vitalij Klicsko 37-2 (36 KO) | Vlagyimir Klicsko 53-3 (47 KO) | Vlagyimir Klicsko 53-3 (47 KO) | Vlagyimir Klicsko 53-3 (47 KO) |

- Richard Bango
- Michael Bennett
- Tyrell Biggs
- Ruszlan Csagajev
- Eddie Chambers
- David Haye
- Szikora István (Bunyós Pityu)
- Szultan Ibragimov
- Georgi Kandelaki
- Vitalij Klicsko
- Vlagyimir Klicsko
- Steffen Kretschmann
- Attila Levin
- Rocky Marciano
- Oleg Maszkajev
- Joe Mesi
- Alekszandr Povetkin
- Sinan Samil Sam
- Odlanier Solís
- Nyikolaj Szergejevics Valujev
- Vaszilij Zsirov